# La Pera
La Pera è un comune spagnolo di 392 abitanti situato nella comunità autonoma della Catalogna.